# Mycosphaerella nubilosa
Mycosphaerella nubilosa är en svampart som först beskrevs av Mordecai Cubitt Cooke, och fick sitt nu gällande namn av Clifford George Hansford 1956. Mycosphaerella nubilosa ingår i släktet Mycosphaerella och familjen Mycosphaerellaceae.   Inga underarter finns listade i Catalogue of Life.